# ワモンチズガメ
ワモンチズガメ (Graptemys oculifera) は、爬虫綱カメ目ヌマガメ科チズガメ属に分類されるカメ。

## 分布
アメリカ合衆国（ミシシッピ州、ルイジアナ州のパール川水系）

## 形態
甲長オス7.5 - 11センチメートル、メス12 - 22センチメートル。椎甲板後部には先端が尖った盛り上がり（キール）があり、第2・3椎甲板では特に発達する。背甲の色彩はオリーブ色や褐色で、椎甲板の一部・肋甲板・縁甲板に黄色い輪状の斑紋が入り、和名（ワモン=輪斑）の由来になっている。種小名oculiferaは「眼状斑のある」の意。腹甲の色彩は黄色や橙色で、甲板の継ぎ目（シーム）の周辺は暗褐色。
頭部は小型。頭部や四肢の色彩は濃暗褐色で、黄色や橙色の斑紋が入る。
卵は長径4センチメートル、短径2.1センチメートル。幼体はチズガメ属の他種よりも縁甲板の後部が尖り、英名のsawbackの由来になっている。

## 分類
ミシシッピ川以東の小規模な河川にそれぞれ分布すること・幼体の縁甲板後部の鋸歯が比較的顕著なこと・頭部が小型なことから、属内ではクロコブチズガメやキマダラチズガメと近縁だと考えられている。

## 生態
流れが速く底質に砂や粘土が堆積し、石灰岩質の砂浜がある河川に生息する。日光浴を行ったり産卵場所となる、河岸や土手などが多い環境を好む。
1991年に発表された胃の内容物調査では昆虫の割合が大きく、体積比で双翅目の幼虫や蛹が35%、毛翅目が27%、蜉蝣目が23%、甲虫目が6%を占めていたという報告例がある。
繁殖様式は卵生。6月に砂浜や中州の砂地に穴を掘り、1回に2 - 4個の卵を産む。卵は60 - 70日で孵化する。オスは生後3 - 5年（甲長7 - 8.5センチメートル）、メスは生後7 - 11年（甲長12.8 - 22センチメートル）で性成熟する。

## 人間との関係
河川改修による生息地の破壊、パルプ製造や皮革加工などの工業廃水や砂利採掘による水質汚染・水質汚濁、漁業による混獲、射撃、ペット用の採集などにより生息数は減少している。日光浴や産卵場所での攪乱、卵の捕食者であるアライグマ・アルマジロ類・カラス類などの増加、ハリケーンによる影響などによっても、生息数は減少している。1986年に連邦法により、保護の対象とされている。生息地の州でも保護の対象とされ、採集や飼育・州外への持ち出しなどが厳しく制限されている。2006年にチズガメ属単位で、ワシントン条約附属書IIIに掲載されている。
ペットとして飼育されることもあり、日本にも輸入されている。1980年以前に少数の流通例があったとされるが、近年の流通例は限定的。アメリカ合衆国国内でも、1986年以前に採取された個体およびそれらに由来する個体・密猟された個体およびそれらに由来する個体しか流通していない。